# Irina Belova
Irina Belova (Angarsk, Rusia, Unión Soviética, 27 de marzo de 1968) fue una atleta soviética, especializada en la prueba de heptalón en la que llegó a ser medallista de bronce mundial en 1991.

## Carrera deportiva
En el Mundial de Tokio 1991 ganó la medalla de bronce en la competición de heptalón, consiguiendo una puntuación total de 6468 puntos, quedando tras la alemana Sabine Braun y la rumana Liliana Năstase.